# Kościół św. Trójcy w Jastrzębiu-Zdroju
Kościół ewangelicko-augsburski Świętej Trójcy – dawny kościół parafialny parafii Ewangelicko-Augsburskiej. Znajduje się w sołectwie Jastrzębia-Zdroju - Ruptawie.
1 czerwca 1908 roku w wyniku rozwoju i przyrostu liczby ewangelików w okolicy Ruptawy z parafii w Wodzisławiu Śląskim oraz z parafii Golasowice, powstała samodzielna parafia w Ruptawie. Nabożeństwa początkowo odprawiane były w ruptawskiej szkole ewangelickiej.
Budowa świątyni rozpoczęła się w 1910 roku na terenie odkupionym od Józefa Chodury w 1906 roku. W dniu 22 października 1912 roku nowy kościół został poświęcony. Budowlę poświęcił Generalny Superintendent ksiądz D. Nottebohm z Wrocławia z towarzyszeniem Superintendenta księdza Nowaka, księdza Jendersie z Żor i proboszcza z Ruptawy, budowniczego świątyni - księdza Karola Klausenitzera. Podczas działań wojennych w 1945 roku został zniszczony dach świątyni. Uszkodzeniu uległy również witraż nad ołtarzem i sam ołtarz. Po zakończeniu wojny parafianie rozpoczęli odbudowę zniszczonego kościoła. Uszkodzony dach został przykryty słomą. W dniu 15 sierpnia 1956 roku zostały poświęcone wyremontowane po zniszczeniach wojennych organy, uzupełnione o brakujące 350 piszczałek. W 1962 roku został zakończony całkowicie remont sklepienia świątyni i niezbędne przy tym prace malarskie. W 1976 roku zostało założone nowe pokrycie dachu wykonane z blachy cynkowej, natomiast w 1978 roku zostały założone nowe tynki zewnętrzne. W 1982 roku została wykonana izolacja pionowa fundamentów i izolacja odprowadzająca wodę deszczową. W dniu 15 listopada 1959 roku zostały poświęcone dwa dzwony zakupione od diecezji wrocławskiej.  Po poświęceniu nowego kościoła w 1994 roku, stara świątynia jest nieczynna.
Świątynia znajduje się w gminnej ewidencji zabytków miasta Jastrzębie-Zdrój.